# Михайловка (Белинский район)
Михайловка — село в Белинском районе Пензенской области России. Входит в состав Лермонтовского сельсовета.

## География
Расположено в 5 км к юго-востоку от села Лермонтово.

## История
Поселена в первой половине XIX в. Елизаветой Алексеевной Арсеньевой, бабушкой М. Ю. Лермонтова, как Тарханский Выселок. В 1896 году д. Михайловка Тарханской волости Чембарского уезда. В 1930-50-е гг. центр Михайловского сельсовета, центральная усадьба колхоза имени Лермонтова..

## Население
| 1864 | 1896 | 1911 | 1926 | 1951 | 1959 |
| ---- | ---- | ---- | ---- | ---- | ---- |
| 145  | ↗186 | ↗232 | ↗323 | ↘298 | ↘260 |
| 1979 | 1989 | 1996 | 2002 | 2010 |      |
| ↘162 | ↘98  | ↘87  | ↘68  | ↘43  |      |

## Инфраструктура
Было развитое сельское хозяйство, действовала центральная усадьба колхоза имени Лермонтова. Личное подсобное хозяйство.

## Транспорт
Просёлочные дороги в деревни Дерябиха и Новая Деревня.